# Jarosław Wojciechowski (poeta)
Jarosław Wojciechowski (ur. 16 lipca 1955 roku we Włocławku) – polski poeta i prozaik mieszkający we Włocławku. Członek Związku Literatów Polskich – Oddział Warszawski, członek Stowarzyszenia Autorów i Wydawców Copyright Polska. 
W 1998 roku otrzymał nominację do nagrody literackiej im. Kościelskich. Nominację otrzymał z rąk dr Danilewicz Zielińskiej – członka kapituły. W latach 1996–2000 współpracował z redaktorem naczelnym paryskiej „Kultury”, Jerzym Giedroyciem. W 2001 roku został wyróżniony odznaką „Zasłużony Działacz Kultury” przez Ministra Kultury i Dziedzictwa Narodowego za działalność kulturalną w ochronie i kształtowaniu kultury polskiej w latach 80. 
W latach 1999–2001 był rzecznikiem prasowym Zachodniopomorskiej Szkoły Biznesu we Włocławku. W latach 1999–2003 był członkiem Rady Społecznej Szpitala Wojewódzkiego we Włocławku. W latach 1999–2000 i 2005 stypendysta Ministra Kultury i Dziedzictwa Narodowego.
Mąż i ojciec dwójki dzieci.

## Twórczość

### Publikacje
- Przepraszam zwariowałem, 1981 (wyd. drugie 1991)
- Modlitwa Jarka W, 1997 (poemat)
- Pieśń do Boga Włocławskiego Dali, 1997 (poemat)
- Tak płakać, 1998 (wiersze ze słowem wstępnym Ernesta Brylla)
- Obywatel G, 1999 (poemat)
- Słabeusz, 2001 (wiersze)
- Piktogramy cz. I, poemat, 2006 (poemat)
- Piktogramy cz. II, poemat, 2007 (poemat)
- Piktogramy cz. III, poemat, 2008 (poemat)
- Piktogramy - zbiór, poemat, 2009 (poemat)
- Łzy, 2010 (współautor, powieść)
- Ochroniarz, 2011 (powieść)
- Clavus, 2011 (powieść)
- Klucz wiolinowy, 2012
- Historia kardiologii włocławskiej 1980–2014, 2014
- Przebudzenie, 2017 (powieść)
- Historia kardiologii włocławskiej 1980–2017, 2017
- Włocławskie przesilenie, 2024

### Utwory w almanachach
- Ścieżki naszej obecności, Włocławek: DKTK, 1987
- Kujawska Droga na Parnas, Włocławek: DKTK, 1988
- Strofy z Kujawskich Ogrodów, Włocławek: NKL, 1983
- Twórcy Regionu i ich Dobrodzieje, Włocławek: Biblioteka Wojewódzka, 1996